# Кринічно (Сьредський повіт)
Кринічно (пол. Kryniczno, нім. Krintsch) — село в Польщі, у гміні Шрода-Шльонська Сьредського повіту Нижньосілезького воєводства.
Населення — 401 особа (2011).
У 1975-1998 роках село належало до Вроцлавського воєводства.

## Демографія
Демографічна структура станом на 31 березня 2011 року:
|          | Загалом | Допрацездатний вік | Працездатний вік | Постпрацездатний вік |
| -------- | ------- | ------------------ | ---------------- | -------------------- |
| Чоловіки | 196     | 56                 | 132              | 8                    |
| Жінки    | 205     | 38                 | 125              | 42                   |
| Разом    | 401     | 94                 | 257              | 50                   |